# Château de Johannesberg
Pour les articles homonymes, voir Johannesberg.
À proximité du prieuré de Johannesberg, Conrad von Mengersen construit un château qui devient une résidence décorée par Andrea Gallasini. Les travaux commencés en 1726 s'arrêtent sans être achevés en 1741.
D'après les plans, le château devait former une symétrie avec l'église priorale, mais alors que les ailes au sud de l'église sont en grande partie achevées, les installations au nord de l'église restent rudimentaires. Un portail est bâti en 1742. À l'aide sud se trouve le « Rote Bau », un manoir majestueux de trois étages avec un toit mansardé et un portail d'armoiries. L'étage supérieur est presque entièrement occupé par une grande salle de bal, dont la restauration reçoit la médaille Europa Nostra.

## Source de la traduction
- (de) Cet article est partiellement ou en totalité issu de l’article de Wikipédia en allemand intitulé « Propstei Johannesberg » (voir la liste des auteurs).